# Стрільба на літніх Олімпійських іграх 2020 — пневматичний пістолет, 10 метрів (мікст)
Змагання зі стрільби із пневматичного пістолета в змішаній дисципліні на літніх Олімпійських іграх 2020 відбулися 27 липня в Стрілецькому парку Асака.

## Розклад
Вказано Японський стандартний час (UTC+9)
| Дата                    | Час       | Раунд                   |
| ----------------------- | --------- | ----------------------- |
| Вівторок, 27 липня 2021 | 9:00 9:45 | Кваліфікація            |
| Вівторок, 27 липня 2021 | 11:00     | Матч за бронзову медаль |
| Вівторок, 27 липня 2021 | 11:37     | Матч за золоту медаль   |

## Результати

### 1-й етап кваліфікації
|  | Перші 8 команд кваліфікуються до 2-го етапу кваліфікації |

| Місце | Команда                                         | Країна                             | 1   | 2   | 3   | Загалом | Примітки |
| ----- | ----------------------------------------------- | ---------------------------------- | --- | --- | --- | ------- | -------- |
| 1     | Ману Бгакер Саурабг Чаудгарі                    | Індія (IND) 1                      | 195 | 194 | 193 | 582     | Q        |
| 2     | Бацарашкіна Віталіна Ігорівна Артем Черноусов   | Олімпійський комітет Росії (ROC) 1 | 194 | 192 | 195 | 581     | Q        |
| 3     | Цзян Рансінь Пан Вей                            | Китай (CHN) 1                      | 194 | 194 | 193 | 581     | Q        |
| 4     | Костевич Олена Дмитрівна Омельчук Олег Петрович | Україна (UKR)                      | 191 | 197 | 192 | 580     | Q        |
| 5     | Зорана Аруновіч Дамір Мікец                     | Сербія (SRB)                       | 193 | 192 | 192 | 577     | Q        |
| 6     | Діна Аспандіярова Деніел Репачолі               | Австралія (AUS)                    | 194 | 191 | 191 | 576     | Q        |
| 7     | Ван Цянь He Zhengyang                           | Китай (CHN) 2                      | 191 | 194 | 191 | 576     | Q        |
| 8     | Ханіє Ростаміян Джавад Форугі                   | Іран (IRI)                         | 191 | 196 | 188 | 575     | Q        |
| 9     | Choo Ga-eun Чін Чон О                           | Південна Корея (KOR) 2             | 194 | 190 | 191 | 575     |          |
| 10    | Сандра Уптаґрафт Джеймс Гол                     | США (USA) 2                        | 194 | 188 | 191 | 573     |          |
| 11    | Kim Bo-mi Kim Mo-se                             | Південна Корея (KOR) 1             | 188 | 192 | 193 | 573     |          |
| 12    | Каріна Віммер Крістіан Райц                     | Німеччина (GER)                    | 189 | 191 | 191 | 571     |          |
| 13    | Tsolmonbaataryn Anudari Enkhtaivany Davaakhüü   | Монголія (MGL)                     | 192 | 193 | 186 | 571     |          |
| 14    | Лайна Перес Хорхе Грау                          | Куба (CUB)                         | 189 | 186 | 193 | 568     |          |
| 15    | Маргарита Черноусова Anton Aristarkhov          | Олімпійський комітет Росії (ROC) 2 | 189 | 189 | 188 | 566     |          |
| 16    | Алексіс Лаґан Nick Mowrer                       | США (USA) 1                        | 188 | 186 | 191 | 565     |          |
| 17    | Yashaswini Singh Deswal Абгішек Верма           | Індія (IND) 2                      | 187 | 189 | 188 | 564     |          |
| 18    | Радва Абдель Латіф Самі Абдель Разек            | Єгипет (EGY)                       | 184 | 189 | 190 | 563     |          |
| 19    | Ольфа Чарні Ала Аль-Отмані                      | Туніс (TUN)                        | 190 | 186 | 185 | 561     |          |
| 20    | Сатоко Ямада Кодзіро Хорімідзу                  | Японія (JPN)                       | 185 | 189 | 185 | 559     |          |

### 2-й етап кваліфікації
| Місце | Спортсмени                    | Країна                             | Серії | Серії | Команда total | Примітки |
| Місце | Спортсмени                    | Країна                             | 1     | 2     | Команда total | Примітки |
| ----- | ----------------------------- | ---------------------------------- | ----- | ----- | ------------- | -------- |
| 1     | Цзян Рансінь                  | Китай (CHN)                        | 97    | 95    | 387-10x       | QG       |
| 1     | Пан Вей                       | Китай (CHN)                        | 97    | 98    | 387-10x       | QG       |
| 2     | Бацарашкіна Віталіна Ігорівна | Олімпійський комітет Росії (ROC) 1 | 97    | 95    | 386-15x       | QG       |
| 2     | Артем Черноусов               | Олімпійський комітет Росії (ROC) 1 | 96    | 98    | 386-15x       | QG       |
| 3     | Костевич Олена Дмитрівна      | Україна (UKR)                      | 97    | 98    | 386-13x       | QB       |
| 3     | Омельчук Олег Петрович        | Україна (UKR)                      | 97    | 94    | 386-13x       | QB       |
| 4     | Зорана Аруновіч               | Сербія (SRB)                       | 97    | 96    | 384-11x       | QB       |
| 4     | Дамір Мікец                   | Сербія (SRB)                       | 95    | 96    | 384-11x       | QB       |
| 5     | Ханіє Ростаміян               | Іран (IRI)                         | 92    | 94    | 382-13x       |          |
| 5     | Джавад Форугі                 | Іран (IRI)                         | 96    | 100   | 382-13x       |          |
| 6     | Ван Цянь                      | Китай (CHN)                        | 95    | 95    | 380-12x       |          |
| 6     | He Zhengyang                  | Китай (CHN)                        | 97    | 93    | 380-12x       |          |
| 7     | Ману Бгакер                   | Індія (IND)                        | 92    | 94    | 380-11x       |          |
| 7     | Саурабг Чаудгарі              | Індія (IND)                        | 96    | 98    | 380-11x       |          |
| 8     | Діна Аспандіярова             | Австралія (AUS)                    | 94    | 95    | 380-11x       |          |
| 8     | Деніел Репачолі               | Австралія (AUS)                    | 95    | 96    | 380-11x       |          |

### Фінали
| Місце                   | Спортсмени                                      | Країна                             | Загалом |
| ----------------------- | ----------------------------------------------- | ---------------------------------- | ------- |
| Матч за золоту медаль   |                                                 |                                    |         |
| 1                       | Цзян Рансінь Пан Вей                            | Китай (CHN) 1                      | 16      |
| 2                       | Бацарашкіна Віталіна Ігорівна Артем Черноусов   | Олімпійський комітет Росії (ROC) 1 | 14      |
| Матч за бронзову медаль |                                                 |                                    |         |
| 3                       | Костевич Олена Дмитрівна Омельчук Олег Петрович | Україна (UKR)                      | 16      |
| 4                       | Зорана Аруновіч Дамір Мікец                     | Сербія (SRB)                       | 12      |